# Threticus ingrami
Threticus ingrami är en tvåvingeart som först beskrevs av Tonnoir 1922.  Threticus ingrami ingår i släktet Threticus och familjen fjärilsmyggor.
Artens utbredningsområde är Ghana. Inga underarter finns listade i Catalogue of Life.